# Orthotrichum
Orthotrichum ist eine Gattung der Laubmoose und umfasst weltweit etwa 200 Arten, die hauptsächlich in den gemäßigten Breiten epiphytisch auf Felsen oder auf Rinde von Bäumen wachsen. Im deutschen Sprachraum werden die Moose der Gattung auch als Goldhaarmoose bezeichnet. Viele Arten sind sehr gute Zeiger für die Güte der Luftqualität. Aufgrund der Luftverschmutzung sind viele Arten stark zurückgegangen oder bedroht. Mittlerweile hat sich die Lage in einigen Regionen Deutschlands wieder entspannt. Hauptsächlich waren für das Verschwinden der Moose anthropogene SO2-Emissionen verantwortlich. Sie sind also gute Bioindikatoren für Luftreinheit, die bereits bei geringer Zunahme der Belastung stark zurückgehen.

## Erkennungsmerkmale
Orthotrichum-Arten bilden aufrechte Stämmchen aus. Ihre eilänglich bis lanzettlich geformten, ungesäumten, anliegenden oder abstehenden Blätter sind im trockenen Zustand nicht gekräuselt. Die Blattränder sind dagegen meist umgerollt oder zurückgeschlagen. Die Mittelrippe reicht bis in die Blattspitze und tritt nur bei der Art Orthotrichum diaphanum als hyaline Glasspitze aus. Die Laminazellen sind häufig papillös, rechteckig bis rundlich sechsseitig.
Die Seta der Sporogone ist äußerst kurz. Die Kapsel ist daher in die Blattrosette eingesenkt. Diese überragt sie meist nur wenig. Sie besitzt 8 bis 16 Furchen. Die Kalyptra ist kegel- bis glockenförmig. Das Peristom ist meist doppelt ausgebildet.
Goldhaarmoose können sich auch vegetativ durch die Ausbildung blattartiger Brutkörper vermehren.

## Arten (Auswahl)
Die Laubmoos-Gattung ist weltweit hauptsächlich in den gemäßigten Zonen mit fast 200 Arten vertreten. In Europa sind 33 Arten bekannt.
- Orthotrichum alpestre
- Orthotrichum anomalum
- Orthotrichum consimile
- Orthotrichum crassifolium
- Orthotrichum cupulatum
- Orthotrichum diaphanum
- Orthotrichum gymnostomum

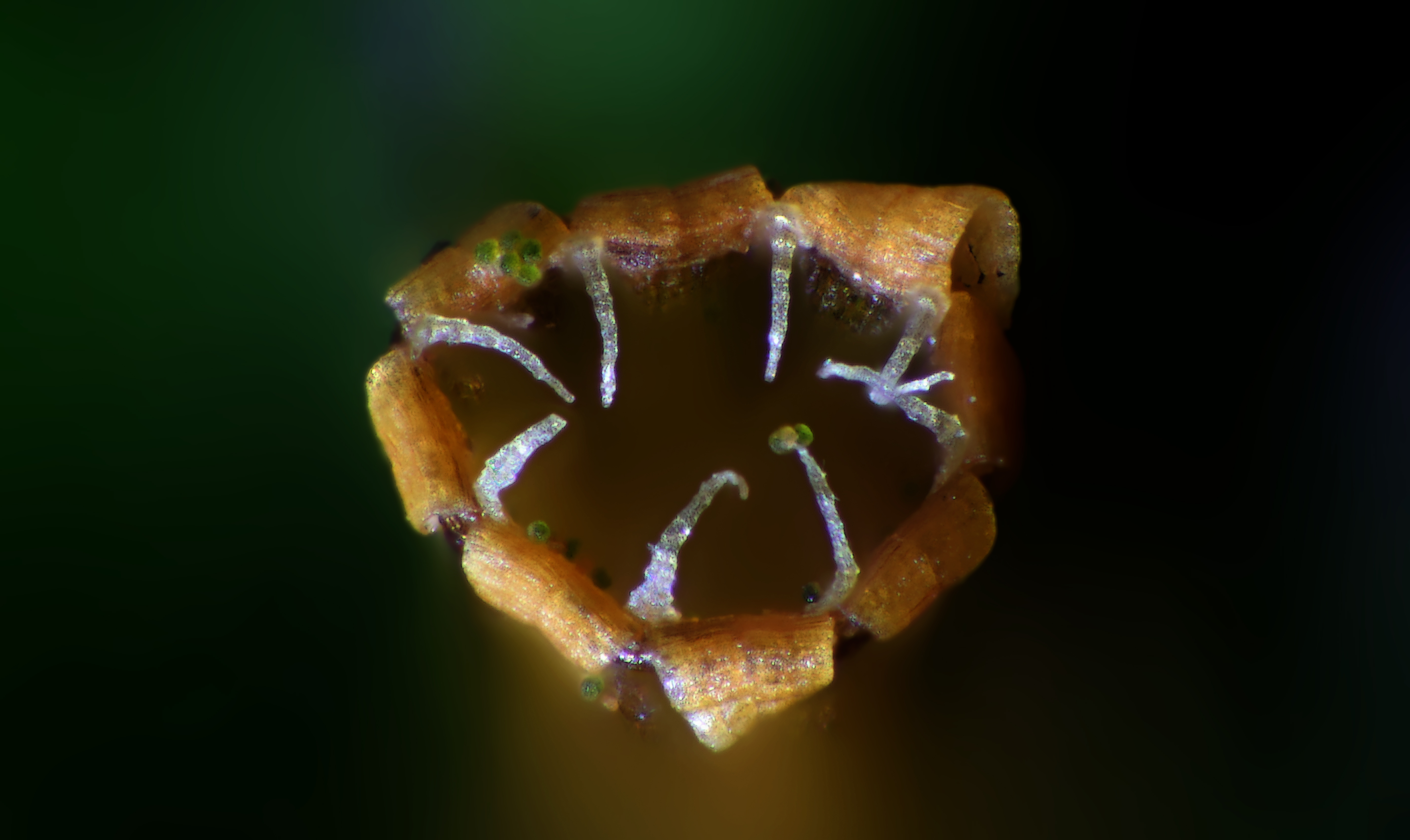
Orthotrichum affine, Peristom

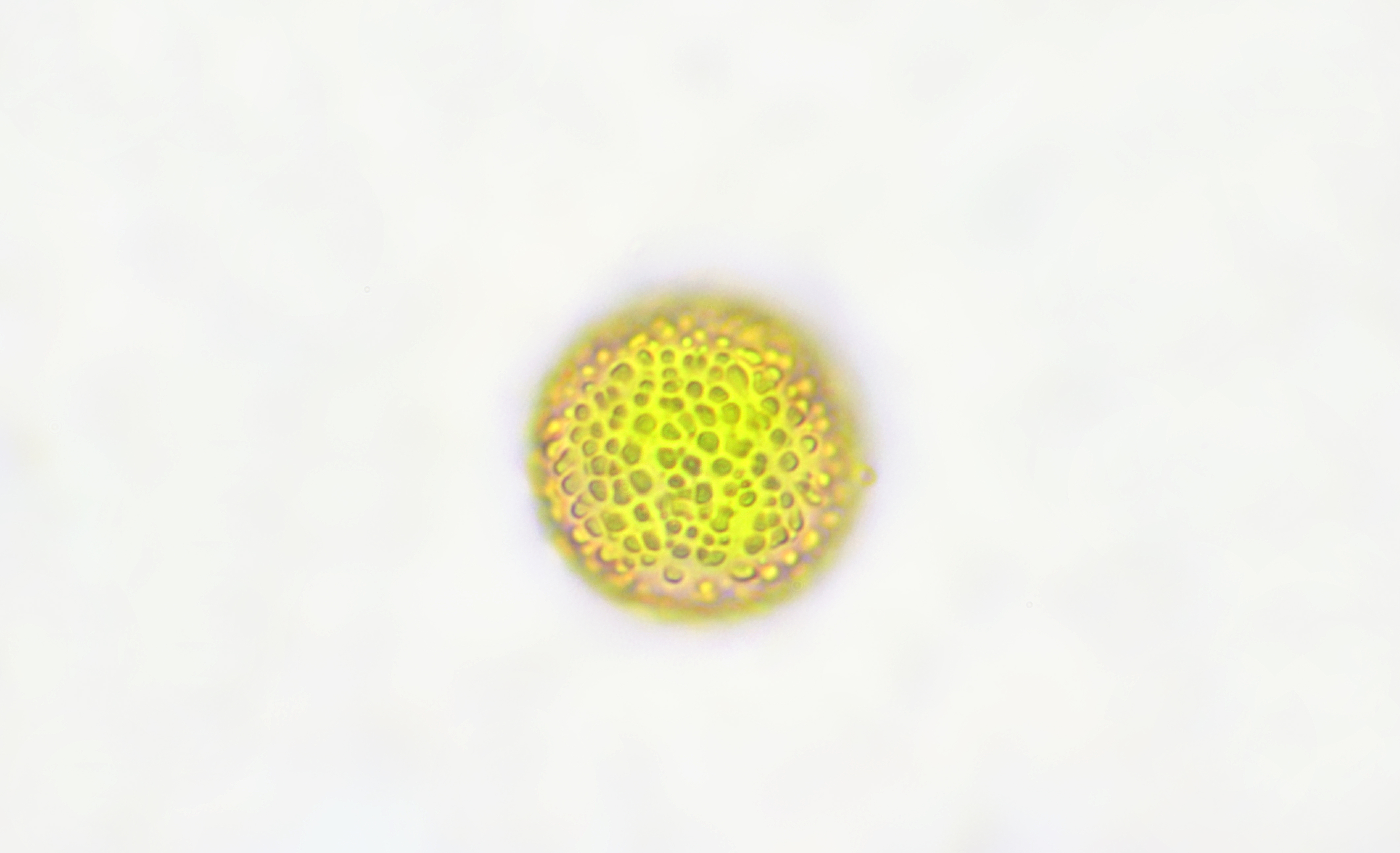
Orthotrichum affine, Spore

- Orthotrichum lyellii (nach dem Botaniker Charles Lyell)
- Orthotrichum obtusifolium (Stumpfblättriges Goldhaarmoos)
- Orthotrichum pallens
- Orthotrichum patens
- Orthotrichum pulchellum
- Orthotrichum pumilum
- Orthotrichum rivulare
- Orthotrichum rupestre
- Orthotrichum scanicum
- Orthotrichum speciosum
- Orthotrichum sprucei
- Orthotrichum stellatum
- Orthotrichum stramineum
- Orthotrichum tenellum
- Orthotrichum urnigerum